# Antônio Benevides Barbosa Vianna
Antônio Benevides Barbosa Vianna (Recife, 5 de fevereiro de 1889 – Rio de Janeiro, 5 de junho de 1946) foi um médico brasileiro.
Foi eleito membro da Academia Nacional de Medicina em 1928, ocupando a Cadeira 74, que tem Arnaldo de Morais como patrono.